# Syncope (taalkunde)
De term syncope duidt in de fonologie op een veel voorkomende vorm van deletie, waarbij onbeklemtoonde klanken en soms hele lettergrepen aan het begin of in het midden van een woord wegvallen. Dit verschijnsel heeft de historische evolutie van heel veel talen gekenmerkt, maar is met name typerend geweest voor de ontwikkeling van het Frans vanuit het Latijn.
Het weglaten van de eindklinker of laatste lettergreep van een woord wordt (vooral als stijlfiguur) elisie of apocope genoemd.

## Voorbeelden
In het grootste deel van de onderstaande voorbeelden worden de schwa en de voorafgaande medeklinker weggelaten. Voor het overgrote deel is dit een volkomen natuurlijk proces in de geschiedenis van het Nederlands geweest.

### Algemeen aanvaard
- leer (leder), maar nog wel in samenstellingen als lederwaren en vaak in het bijvoeglijk naamwoord (lederen bank)
- neer (neder), maar nog wel in samenstellingen als Nederland
- mee (mede), maar wel in samenstellingen als mededeling
- weer (weder), maar nog wel in samenstellingen als wederkomst
- veer (veder), maar nog wel in samenstellingen als vederlicht
- kleren (klederen), maar nog wel in samenstellingen als klederdracht
- leeg, legen (ledig, ledigen)
- la (lade)
- chocola (chocolade)
- tree (trede),  altijd (ook in informele context) bij het meervoud (treden)
- broer (broeder) en zus (zuster), nog wel in samenstellingen als broederschap en in figuurlijke, vaak religieuze zin
- elkaar (elkander)

### Spreektaal
- lijen (lijden), voornamelijk in scheldwoorden als teringlijer
- vreeslijk (vreselijk)
- tuurlijk (natuurlijk)
- truste (welterusten)

## Verwante begrippen
- Hoewel het in wezen om hetzelfde verschijnsel gaat, wordt syncope als een puur fonologisch proces toch onderscheiden van de syncope als stijlfiguur.
- Syncope gaat vaak gepaard met enclise of proclise, dus met het verschijnsel dat twee of meer woorden worden samengevoegd, zoals in kweetniet.
- Bij hypercorrectie gebeurt soms het tegenovergestelde. Een woord dat geen syncope is, maar er op lijkt krijgt een "deftige" vorm, zoals ka → kade.